# Doraemon: Nobita và những dũng sĩ có cánh
Doraemon: Nobita và những dũng sĩ có cánh (ドラえもん のび太と翼の勇者たち Doraemon: Nobita to tsubasa no yūsha tachi) còn được biết đến với tên Du hành đến vương quốc loài chim là bộ phim hoạt hình Doraemon thứ 22 được ra mắt tại Nhật Bản và được chuyển thể thành truyện tranh. Ngoài ra, bộ phim còn có một số tên gọi không chính thức như Vương quốc loài chim. Là phim khoa học viễn tưởng của đạo diễn Shibayama Tsutomu. Phim được công chiếu ở Nhật vào ngày 10 tháng 3 năm 2001. Sau Nhật Bản, phim được phát hành tại một số quốc gia trên thế giới: tại Hồng Kông được công chiếu vào ngày 17 tháng 4 năm 2003, tại Thái Lan được công chiếu vào ngày 11 tháng 10 năm 2003, tại Đài Loan được công chiếu vào ngày 25 tháng 6 năm 2004, tại Bồ Đào Nha được phát hành dưới dạng DVD vào ngày 24 tháng 10 năm 2006, tại Tây Ban Nha được phát hành DVD vào ngày 25 tháng 10 năm 2006 và tại Hàn Quốc được phát sóng trên truyền hình vào ngày 4 tháng 5 năm 2011. Tại Việt Nam, phim từng được Công ty Cổ phần Truyền thông Trí Việt mua bản quyền và phát sóng trên kênh HTV3 lần đầu vào ngày 8 tháng 3 năm 2013. Tại Nhật Bản phim được phát hành dưới dạng băng VHS và DVD bởi Toho và trước đó Việt Nam phim được Công ty điện ảnh Thành phố Hồ Chí Minh thuyết minh bản lồng tiếng và phụ đề tiếng Trung, phát hành bởi Hãng phim Phương Nam trong định dạng VCD.
Ca khúc mở đầu "Doraemon no Uta" (ドラえもんのうた, dịch nghĩa Bài hát về Doraemon) do Yamano Satoko trình bày và ca khúc kết thúc là LOVE YOU CLOSE" (dịch nghĩa Tình bạn lâu bền) do Chinen Rina trình bày. Ca khúc tiếng Việt là "Doraemon" do Huyền Chi trình bày và kết thúc là "Bạn yêu" ("Mãi bên nhau") do Nam Hương trình bày.

## Nội dung

Bìa truyện Nobita và những dũng sĩ có cánh

Nobita với ước mơ được dang rộng cánh bay giữa bầu trời, cậu đã tự làm một đôi cánh nhân tạo. Khi tập bay, Doraemon và Nobita nhìn thấy con hoạ mi của Shizuka bị sổng chuồng. Trong lúc tìm con họa mi cho Shizuka, nhóm bạn Nobita đã gặp Gusuke – một cậu bé người chim nhưng không biết bay, sau đó bị lạc vào thế giới loài chim qua đường cao tốc siêu không gian (có thể là một hố giun). Nobita, Doraemon, Shizuka cùng Gusuke đến nhà tiến sĩ Ho – một tiến sĩ khảo cổ học và gặp Miruk – cô bạn gái của Gusuke. Trong khi đó, Jaian và Suneo không may bị đội cảnh vệ quạ bắt giam và chuẩn bị tử hình vì dân chúng ở đây hầu hết đều căm thù loài người. Dưới lốt các điểu nhân, Nobita, Doraemon và Shizuka đi giải cứu Jaian và Suneo. Sau đó Nobita, Jaian và Suneo cùng Gusuke tham gia cuộc thi tài mang tên Ikaros – cuộc thi tuyển quân cho đội tuần tra bảo vệ chim di trú. Gusuke và Tsubakuro cùng về đích một lúc nhưng kết quả của cậu không được công nhận vì bay bằng đôi cánh máy bay. Trong khi đó, tiến sĩ Ho bị tổng chỉ huy Jigrid bắt cóc để thực hiện kế hoạch đánh thức quái vật Fenikya. Nhóm bạn Nobita cùng Gusuke và Miruk đến cầu cứu Ikaros – người anh hùng huyền thoại đang bị giam giữ trên đảo xa còn Jaian và Suneo được chọn làm tân binh cho đội tuần tra bảo vệ chim di trú, do phản đối kế hoạch của Jigrid nên bị nhốt chung với tiến sĩ Ho. Sau đó, Ikaros cùng cả nhóm đến dải núi băng tuyết, nơi giam giữ Fenikya và khám phá câu chuyện hình thành thế giới loài chim của tiến sĩ Điểu học thế kỉ 23 Torino Mamoru. Ngay lúc đó, Fenikya được Jigrid giải thoát. Con quái vật đã vượt quá kiểm soát, mọi nỗ lực của Doraemon và Ikaros đều không thành. Họ tìm cách đến cỗ máy thời gian của tiến sĩ Torino trên ngọn cây Cội nguồn và đưa con quái vật về quá khứ thật xa. Trong lúc cứu nguy cho Nobita, Gusuke đã biết bay, sau này cậu trở thành tân đội trưởng đội tuần tra bảo vệ chim di trú. Ikaros nhận ra Gusuke là con mình nhờ chiếc lông chim hộ mệnh mà cậu luôn giữ bên mình từ lúc bé nhưng không nói cho cậu biết. Cả nhóm Nobita tạm biệt thế giới loài chim để trở về nhà.

## Sản xuất

### Nhà sản xuất
Bộ phim là sản phẩm của:
- Hãng hoạt hình Shinei (Shinei Animation).
- Nhà xuất bản Shogakukan.
- Hãng truyền hình Asahi.

### Lồng tiếng
| Nhân vật              | Diễn viên lồng tiếng | Diễn viên lồng tiếng  |
| Nhân vật              | Nhật Bản             | Việt Nam              |
| --------------------- | -------------------- | --------------------- |
| Doraemon              | Ōyama Nobuyo         | Nguyễn Thụy Thùy Tiên |
| Nobita                | Ohara Noriko         | Nguyễn Anh Tuấn       |
| Shizuka               | Nomura Michiko       | Trương Ngọc Châu      |
| Jaian                 | Tatekabe Kazuya      | Lâm Quốc Tín          |
| Suneo                 | Kimotsuki Kaneta     | Thái Minh Vũ          |
| Gusuke                | Tongu Kyoko          | Trần Hoàng Sơn        |
| Miruk                 | Hikami Kyoko         | Khánh Vân             |
| Tiến sĩ Ho            | Nagai Ichiro         | Trần Vũ               |
| Ikaros                | Tsukayama Masane     | Tạ Bá Nghị            |
| Jigrid                | Ohira Toru           | Đặng Hạnh Phúc        |
| Babilon               | Matsumoto Yasunori   | Trịnh Kiêm Tiến       |
| Dekisugi              | Shirakawa Sumiko     | Lê Trường Tân         |
| Mẹ Gusuke             | Orikasa Ai           | Nguyễn Huỳnh An       |
| Ba Gusuke             | Shimada Bin          | Nguyễn Trí Luân       |
| Crow                  | Gouri Daisuke        | Lưu Ái Phương         |
| Torino                | Morishige Hisaya     | Hồ Chơn Nhơn          |
| Tobio                 | Yamaguchi Kappei     | Hồ Tiến Đạt           |
| Người lái xe          | Ohira Toru           | Lê Nguyễn Tuấn Anh    |
| Tsubakuro             | Chinen Rina          | Ngô Minh Triết        |
| Em trai Gusuke        | Teppouzuka Yoko      | Huỳnh Lưu Đăng Thái   |
| Người đưa tin trên TV | Yoshitsugu Watanabe  | Nguyễn Quang Tuyên    |